# Christian-Dietrich Schönwiese
Christian-Dietrich Schönwiese (* 7. Oktober 1940 in Breslau) ist ein deutscher Klimaforscher und seit 2006 emeritierter Professor an der Johann Wolfgang Goethe-Universität in Frankfurt am Main.

## Leben
Christian-Dietrich Schönwiese studierte Meteorologie und promovierte 1974 an der Ludwig-Maximilians-Universität München. 1981 nahm er eine Professur am Institut für Meteorologie und Geophysik an der Goethe-Universität an (ab 2004: Institut für Atmosphäre und Umwelt) und leitete bis zu seiner Emeritierung die dortige Arbeitsgruppe Klimaforschung. 1984/85 und 2000/01 war er Direktor des Instituts. Schönwiese gilt als Experte für die empirisch-statistische Analyse der Klimageschichte der vergangenen rund 200 Jahre sowie für die Auswirkungen von anthropogenen und natürlicher Faktoren auf das Klima.
Zu seinen bekannteren Veröffentlichungen zählen die 2013 in 5. Auflage erschienene, vollständig überarbeitete und erweiterte Praktische Statistik für Meteorologen sowie die 2020 gleichfalls in 5. Auflage überarbeitet und aktualisiert erschienene Klimatologie. Sein 1979 veröffentlichtes Buch Klimaschwankungen war eines der ersten populärwissenschaftlichen Sachbücher in deutscher Sprache, in dem ausdrücklich der Einfluss von menschengemachten Treibhausgasen auf das Klima erörtert wurde. 1987 gehörte er mittels seines Buchs Der Treibhauseffekt zu ersten deutschen Forschern, die sich überzeugt davon äußerten, dass der Mensch das Klima verändert.

## Schriften (Auswahl)
- Klimaschwankungen. Springer, Berlin / Heidelberg / New York 1979, ISBN 978-3-540-09635-1.
- mit Bernd Diekmann: Der Treibhauseffekt. Der Mensch ändert das Klima. Deutsche Verlagsanstalt, Stuttgart 1987, ISBN 978-3-421-02749-8.
- Klimaänderungen. Daten, Analysen, Prognosen. Springer, Berlin / Heidelberg / New York et al. 1995, ISBN 978-3-540-59096-5.
- Statistisch-klimatologische Analyse des Hitzesommers 2003 in Deutschland. In: Deutscher Wetterdienst: Der Hitzesommer 2003, 4 Milliarden Jahre Klimageschichte im Überblick (Klimastatusbericht; 2003). Deutscher Wetterdienst, Offenbach 2004, ISBN 3-88148-394-2, S. 123–132 (mit T. Staeger, S. Trömel und M. Jonas (PDF; 440 kB).)
- Klimawandel und Extremereignisse in Deutschland. In: Deutscher Wetterdienst: Klimawandel in Deutschland, Hurrikans im Nordatlantik, aktuelle Ergebnisse des Klimamonitoring (Klimastatusbericht; 2005). Deutscher Wetterdienst, Offenbach 2006, ISBN 3-88148-413-2, S. 7–17 (mit T. Staeger und S. Trömel (PDF; 1,28 MB).)
- Praktische Statistik für Meteorologen und Geowissenschaftler. 5. Aufl. Verlag Borntraeger, Berlin 2013, ISBN 978-3-443-01069-0.
- mit Christoph Buchal: Klima. Die Erde und ihre Atmosphäre im Wandel der Zeiten. MIC GmbH, 3., aktualisierte Auflage, Köln 2016, ISBN 978-3-942658-07-2.
- Klimawandel kompakt. Ein globales Problem wissenschaftlich erklärt. Borntraeger, Stuttgart 2019, ISBN 978-3-443-01104-8.
- Klimatologie. Ulmer, 5. Aufl. Stuttgart 2020, ISBN 978-3-8252-5387-5.